# 红岛街道
红岛街道是中华人民共和国山东省青岛市城阳区下辖的一个街道，内设有青岛高新技术产业开发区胶州湾北部园区。

## 行政区划
红岛街道下辖千佛山社区、前韩社区、后韩南社区、后韩北社区、肖家社区、宿流社区、宁家社区、观涛社区、沟角社区、殷家社区、晓阳社区、高家社区、西大洋社区、东大洋社区、邵哥庄社区、小庄社区、前阳社区、后阳社区、华贯路社区、同顺路社区、崇和路社区